# Aaron Hulme
Aaron Hulme (tháng 4 năm 1886 - tháng 11 năm 1933) là một cầu thủ bóng đá người Anh. Ông thường thi đấu ở vị trí hậu vệ biên. Ông sinh ra ở Manchester, thi đấu cho Manchester United, Newton Heath Athletic, Colne, Oldham Athletic, và Nelson.